# The Death Sign at High Noon
The Death Sign at High Noon è un cortometraggio muto del 1914 prodotto dalla Kalem. Il nome del regista non viene riportato nei credit del film.

## Produzione
Il film fu prodotto dalla Kalem Company.

## Distribuzione
Distribuito dalla General Film Company, il film - un cortometraggio in tre bobine - uscì nelle sale cinematografiche USA il 23 aprile 1914.